# 오디오 믹서

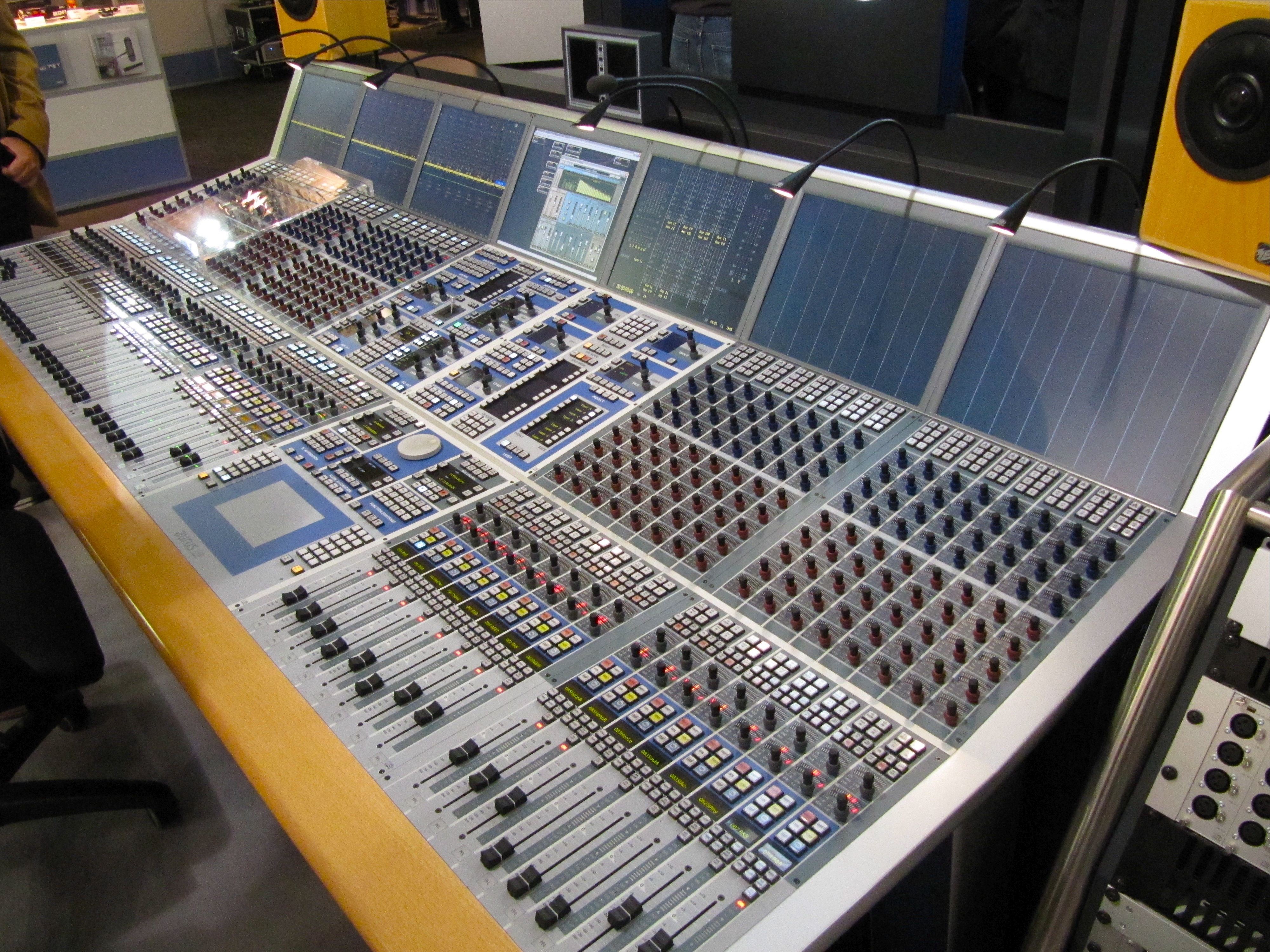
Stagetec AURUS 03

오디오 믹서(영어: audio mixer)는 오디오 신호의 믹싱을 수행하는 전자장치이다. 여러 가지 이름으로 불리는데, 믹싱 콘솔(mixing console), 믹싱 데스크(mixing desk), 그리고 사운드 보드(sound board)라고도 한다. 오디오 믹서는 녹음 스튜디오, 방송실, 방송& 영화 후반 작업, 확성 시스템(PA System) 등과 같은 많은 환경에서 사용되고 있다.
오디오 믹서는 소리의 세기 및 음색, 그리고 위상과 서라운드 이미지를 제어할 수 있다. 오디오 믹서는 신호의 처리 방식에 따라 아날로그 믹서, 디지털 등으로 크게 나뉠 수 있고, 믹싱을 통해 수정된 신호(전압이나 디지털 샘플)는 하나의 혼합된 신호로 볼 수 있다. 즉, 각 신호들을 믹싱을 함으로써, 전혀 다른 신호가 생성되는데, 사람은 그것을 혼합된 소리로 인지한다는 의미이다.
오디오 믹서의 가장 기본적인 사용을 예로 들자면, 스피커로 들려지는 각 음원들의 채널들은 믹싱이 되기 전에, 사실상 신호적으로 독립되어 있는데, 청취자가 최종적으로 듣게 되는 스피커 채널은 모노의 경우 1채널, 스테레오의 경우 2채널로 제한되어 있다. 그렇기 때문에, 제작자는 여러 개의 채널들을 청취자가 최종적으로 들을 수 있도록 믹싱해줘야 할 필요가 있는데, 그것이 오디오 믹서의 기본적인 사용 목적이라고 할 수 있겠다. 더 쉽게 설명을 하자면, 제작에 필요한 마이크 채널이 8개라면, 소비자가 그 채널들을 다 들을 수 있기 위해서는 8개의 스피커가 필요할 것이다. 하지만, 일반적인 스테레오 시스템은 단, 두 개의 스피커만을 사용하고 있다. 그 신호들을 섞는 것은 청취자가 아니므로, 최종적으로 마스터링 과정에서 믹싱을 할 필요가 있다.

## 채널과 신호
채널은 통신규약(프로토콜)에 의해서 정보, 또는 신호 전달이 보장되는 통로이며, 신호는 통신규약에 의해서 보장되는 양자들의 집합이다. 여기서 양자란, 통신규약이 만들어내는 아주 원초적인 부호들이며, 그것들을 조합함으로써 정보, 또는 신호를 복원해낼 수 있다.
각각의 채널들은 독립되어 있으므로, 각 채널들의 신호는 이론적으로 간섭받지 않는다. 그렇기 때문에, 각각의 신호들은 독립성을 갖는데, 그것들이 간섭을 받을경우, 결과적으로는 전혀 다른 신호가 생성이 되거나, 오류가 생성될 수 있다. 물론, 그것이 오디오 믹서의 기본적인 원리이기도 하다.

### 오디오 신호
오디오 신호는 소리를 재현하기 위한 전기적인 신호이다. 일반적으로 소리란, 물체의 진동하는 힘이 시간에 따라서 변하는 것을 의미하는데, 그것이 소리의 세기 뿐만이 아니라, 시간에 따른 주파수를 결정하는 원리이기도 하다. 그러므로, 오디오 신호 또한, 시간에 따라서 신호가 변화한다.
아날로그 신호의 경우에는 프로토콜이나, 부호화를 통한 신호의 양자는 없지만, 통상적인 물리법칙을 따른다. 반면에, 디지털 신호의 경우, 아날로그로 받아들여진 신호를 샘플링 한 뒤에 양자화 과정을 거치게 된다. 그럴경우, 디지털화에 의한 손실을 있겠지만, 현재의 cd음질은 사람이 구분하기 힘들며, 한 번 디지털화를 거친 경우에는 저장이나, 전송이 쉽고, 그 후로는 아날로그적인 열화현상이 없다는 장점이 있다.

## 구조
오디오 믹서는 각 제조사들의 철학에 따라서 다양한 구조를 가지고 있다. 하지만, 공통적으로 채널들이 신호를 입력 받아서, 인서트와 버스를 거친 다음에, 다시 출력되는 구조를 볼 수 있다. 또한, 각각의 채널에서 출력된 신호가 최종적으로 마스터에서 믹싱이 된다.
아래는 믹서 내부의 신호 흐름에 따라 순서대로 배치하도록 하였다.

### 입력
아날로그 믹서의 경우, 대부분의 입력은 모노로 되어 있으며, 스테레오로 입력을 받는 부분은 별도로 구성이 되어 있다. 디지털 믹서의 경우, 제조사 별로 다르다.

#### 프리앰프 게인
프리앰프 게인(Pre-Amplifier Gain)은 오디오 믹서의 신호 흐름에서 가장 첫 번째 과정으로, 입력된 신호를 믹싱에 적합하게 증폭, 또는 감쇠시키는 장치이다. 실제로 마이크 신호의 경우, 신호가 상당히 미약하므로 게인 유닛이나, 마이크 프리앰프에서 따로 증폭을 해야만 한다.
증폭의 정도는 각 오디오 믹서의 레벨미터를 보고 조절을 하며, 피크(Peak)가 뜨지 않을 정도, 확성 시스템에서는 하울링이 생기지 않을 정도로 조절을 한다.

### 인서트
인서트(Insert)는 각각의 채널에 입력된 신호를 독립적으로 이펙트(Effect)를 주기위한 개념으로서, 믹서 이외의 장비들을 연결하기 위한 개념이다.
믹서에서 이펙트 장비를 연결하기 위해서는, 믹서의 다이렉트 아웃(DirectOut)을 통해 출력된 신호를 이펙트 장비들로 입력 시킨다. 그리고 다시 여러 가지 이펙트 장비들로 입, 출력이 되는 과정들을 거친 후에, 최종적으로 다시 믹서의 인서트 입력 된다. 각각의 이펙트 장비들은 모두 직렬적으로 연결되는데, 믹서에서는 최종적으로 믹서의 입력 신호 대신에, 인서트된 신호를 사용하게 된다. 인서트에 사용되는 대표적인 이펙트 장비로는 컴프레서(Compressor), 이퀄라이저(Equalizer), 팬(Pan) 등이 있다.

### 버스
믹서에서 각각의 채널에 독립적인 이펙트를 주기위해서 사용되는 개념이 인서트이면, 여러 가지의 채널들을 한꺼번에 병렬적으로 이펙트를 주기 위한 개념이 바로 버스(Bus)이다. 제조사의 따라서 버스, 또는 샌드(Send)로 불릴 수 있다.
믹서에서 버스의 개념은 여러 가지 응용을 할 수 있는데, 예를 들자면, 각각의 채널들에 동시에 같은 이펙트를 주고 싶을 때에는, 각각의 채널들에 버스를 걸어서, 지정된 버스 채널에서 한 번만 인서트 이펙트를 주면, 같은 이펙트를 형성할 수도 있고, 통합된 버스채널을 통해 조작도 매우 쉬워질 수 있을 것이다. 또한, 버스를 각각의 모니터로써도 활용할 수 있다.
버스에서는 페이더 프리(Pre), 페이더 포스트(Post)를 선택적으로 사용할 수 있다. 각각에 따라서 전혀 다르게 활용될 수 있는데, 페이더 프리에 경우, 버스 채널로 출력되는 신호 크기가 페이더에 독립적으로 각각에 채널에서 설정된 값으로 고정적으로 출력이 된다. 이 경우에는, 대부분 버스를 통합된 이펙트로서 사용할 때에 사용된다. 하지만 페이더 포스트의 경우, 페이더에 의해서 신호 크기가 가변된다. 이 경우에는, 대부분 버스를 모니터에 활용할 때에 사용된다. 각각의 경우가 상당히 다른 경우에 활용되므로, 경우에 맞게 활용하도록 한다.

### 페이더
페이더(Fader)는 믹서에서 각각의 채널에 신호 크기를 증폭, 또는 감쇠시키는 기능을 한다. 페이더가 게인과 다른 점이 있다면, 그것은 사용 목적의 차이다. 페이더의 경우, 상황이나, 출력에 따라서 인위적으로 가변을 하는 경우가 많다. 하지만, 게인의 경우, 오디오 믹서에 맞게 신호의 다이나믹을 조절 한 후에는 입력이 되는 신호가 이상이 발생하지 않는 이상, 거의 고정적으로 사용된다.
페이더 바닥면에는 페이더가 감쇠시킬 신호의 크기가 수치적으로 명시되어 있고, 페이더는 그곳을 가리킴으로써, 그 역할을 수행한다. 가령, 페이더가 가리키는 수치의 크기가 -0 데시벨이면, 페이더를 거쳐가는 신호는 아무런 감쇠가 없고, 페이더가 -∞ 데시벨, 또는 -inf이면, 페이더를 거쳐가는 신호는 무한대로 감쇠되어서, 신호가 제거된다.
페이더는 페이드(fade)의 사전적 의미로 해석할 수 있는데, -0 데시벨과 -∞ 데시벨 사이를 자연스럽게 조절함으로써, 각 채널의 소리를 자연스럽게 사라지게 하거나(fade out), 또는 그 반대로 나타나게(fade in) 하는 효과를 줄 수 있다.

## 같이 보기
- 영상 믹서
- 오디오 믹싱